# Hungarian Football League 2021
La Hungarian Football League 2021 (detta anche "Maker's Mark HFL 2021" per ragioni di sponsorizzazione) è la 16ª edizione del campionato di football americano di primo livello, organizzato dalla MAFSZ.

## Squadre partecipanti
| Club                | Città          | Stadio | Sponsor ufficiale | Risultato nella stagione 2020 |
| ------------------- | -------------- | ------ | ----------------- | ----------------------------- |
| Budapest Cowbells   | Budapest       |        |                   |                               |
| Budapest Wolves     | Budapest       |        |                   |                               |
| Fehérvár Enthroners | Székesfehérvár |        |                   |                               |
| Győr Sharks         | Győr           |        |                   |                               |

## Stagione regolare

### Calendario

#### 1ª giornata
| Székesfehérvár 1º maggio 2021 | Fehérvár Enthroners | 35 – 14 (0-7, 7-0, 21-0, 7-7) | Győr Sharks | First Field |

#### 2ª giornata
| Nyúl 15 maggio 2021 | Győr Sharks | 35 – 28 (0-21, 14-0, 14-0, 7-7) | Budapest Wolves |  |

| Budapest 16 maggio 2021 | Budapest Cowbells | 0 – 20 (0-6, 0-14, 0-0, 0-0) | Fehérvár Enthroners | Stadio Tichy |

#### Recuperi 1
| Budapest 22 maggio 2021 | Budapest Wolves | 30 – 13 (3-0, 9-13, 7-0, 11-0) | Budapest Cowbells | Stadio Tichy |

#### 3ª giornata
| Budapest 30 maggio 2021 | Budapest Cowbells | 14 – 41 (0-7, 0-28, 8-6, 6-0) | Győr Sharks | Stadio Tichy |

| Székesfehérvár 5 giugno 2021 | Fehérvár Enthroners | 26 – 0 (6-0, 12-0, 0-0, 8-0) | Budapest Wolves | First Field |

### Classifica
La classifica della regular season è la seguente:
- PCT = percentuale di vittorie, G = partite giocate, V = partite vinte,  P = partite perse, PF = punti fatti, PS = punti subiti

| Pos. | Squadra             | PCT   | G | V | N | P | PF | PS |
| ---- | ------------------- | ----- | - | - | - | - | -- | -- |
| 1    | Fehérvár Enthroners | 1.000 | 3 | 3 | 0 | 0 | 81 | 14 |
| 2    | Győr Sharks         | .667  | 3 | 2 | 0 | 1 | 90 | 77 |
| 3    | Budapest Wolves     | .333  | 3 | 1 | 0 | 2 | 58 | 74 |
| 4    | Budapest Cowbells   | .000  | 3 | 0 | 0 | 3 | 27 | 91 |

#### Classifica avulsa
La classifica avulsa (tolti gli incontri dei Budapest Cowbells) della regular season è la seguente:
- PCT = percentuale di vittorie, G = partite giocate, V = partite vinte,  P = partite perse, PF = punti fatti, PS = punti subiti

| Pos. | Squadra             | PCT   | G | V | N | P | PF | PS |
| ---- | ------------------- | ----- | - | - | - | - | -- | -- |
| 1    | Fehérvár Enthroners | 1.000 | 2 | 2 | 0 | 0 | 61 | 14 |
| 2    | Győr Sharks         | .500  | 2 | 1 | 0 | 1 | 49 | 63 |
| 3    | Budapest Wolves     | .000  | 2 | 0 | 0 | 2 | 28 | 61 |

## Seconda fase
Nella seconda fase si affrontano le prime tre squadre classificate della prima fase; gioca in casa la squadra che all'andata ha giocato in trasferta.

### Calendario

#### Turno 1
| Székesfehérvár 12 giugno 2021 | Győr Sharks | 7 – 28 (7-7 0-7 0-7 0-7) | Fehérvár Enthroners | First Field |

#### Turno 2
| Budapest 19 giugno 2021 | Budapest Wolves | 25 – 7 (0-0 7-7 8-0 10-0) | Győr Sharks |  |

#### Turno 3
| Budapest 26 giugno 2021 | Budapest Wolves | - – - (annullata) | Fehérvár Enthroners |  |

### Classifica
La classifica dopo la seconda fase è la seguente:
- PCT = percentuale di vittorie, G = partite giocate, V = partite vinte,  P = partite perse, PF = punti fatti, PS = punti subiti

| Pos. | Squadra             | PCT   | G | V | N | P | PF | PS  |
| ---- | ------------------- | ----- | - | - | - | - | -- | --- |
| 1    | Fehérvár Enthroners | 1.000 | 3 | 3 | 0 | 0 | 89 | 21  |
| 2    | Budapest Wolves     | .333  | 3 | 1 | 0 | 2 | 53 | 68  |
| 3    | Győr Sharks         | .250  | 4 | 1 | 0 | 3 | 63 | 116 |

## XV Hungarian Bowl
| Székesfehérvár 10 luglio 2021 | Fehérvár Enthroners | 7 – 18 | Budapest Wolves | First Field |

## Verdetti
- Budapest Wolves Campioni dell'Ungheria 2021